# جام دوستی انگلستان-فرانسه-اسکاتلند
جام دوستی انگلستان-فرانسه-اسکاتلند رقابت کوتاه مدت فوتبال بین لیگی بود که توسط فدراسیون فوتبال فرانسه سازماندهی شد و در آن تیم‌هایی از لیگ فوتبال و لیگ اسکاتلند با تیم‌هایی از لیگ فرانسه رقابت می‌کردند.

## فرمت
ایده اولیه این بود که چهار تیم از اسکاتلند و چهار تیم از انگلیس با هم به عنوان یک کشور با هشت تیم از فرانسه رقابت کنند. با توجه به اعتراض لیگ اسکاتلند، این حکم لغو شد.
دو جام جداگانه انجام شد. یکی برای باشگاه‌های اسکاتلندی که با باشگاه‌های فرانسوی رقابت می‌کنند و دیگری برای باشگاه‌های انگلیسی که با باشگاه‌های فرانسوی رقابت می‌کنند. باشگاه‌های انفرادی نتوانستند در این رقابت‌ها برنده شوند، بنابراین به هر کشور ۲ امتیاز برای یک برد و یک امتیاز برای تساوی تعلق می‌گرفت.
ورود به مسابقات بر اساس آخرین موقعیت یک باشگاه در لیگ در پایان فصل بود. با این حال، با تضمین ورود برخی باشگاه‌ها به رقابت‌های فوتبال اروپایی مانند لیگ قهرمانان اروپا و اینتر-سیتیز فیرز کاپ، این شانس را برای سایر باشگاه‌هایی که لیگ داخلی خود را در رتبه پایین‌تری به پایان رسانده‌اند، باز می‌کند.

## تاریخچه
در افتتاحیه رقابت‌های فرانسه و اسکاتلند، سدان، تولوز، لانس و والنسین همگی از فرانسه برای شرکت در رقابت فرانسه و اسکاتلند مجوز دریافت کردند. کلاید، مادرول، سلتیک و داندی همگی از اسکاتلند به این جام راه یافتند. در ابتدا، ایر یونایتد باید در مسابقه شرکت می‌کرد، اما به دلیل عدم وجود نورافکن کافی در ورزشگاه خود، مجبور به کناره‌گیری شد. جای آنها توسط هیبرنین گرفته شد و این تیم نیز از این سمت کنار کشید زیرا قرار بود یک بازی دوستانه بین تیم منتخب ادینبرو و چلسی در همان تاریخ بازی آنها با سدان برگزار شود. بنابراین سلتیک جایگزین هیبرنین شد.
در افتتاحیه رقابت‌های انگلیس و فرانسه، تیم های شرکت کننده راسینگ، نانت، لو آور و لیل از فرانسه و نیوکاسل یونایتد، لیورپول، بولتون واندررز و میدلزبرو از انگلیس بودند.
برای فصل دوم مسابقات، لو آور، روان، نیم المپیک و استاد رنس برای رقابت از طرف فرانسه در رقابت‌های فرانسه-اسکاتلند انتخاب شدند، در حالی که بوردو، نانسی، لانس و بزیر هرولت در رقابت انگلیس-فرانسه شرکت کردند. سه باشگاه انگلیسی در مسابقات ۱۹۶۲-۶۲ شرکت کردند - ساوت‌همپتون، بلکبرن روورز و دربی کانتی - در کنار یک باشگاه ولزی، کاردیف سیتی. آبردین و لانارک سوم جایگزین کلاید و داندی در رقابت‌های فرانسه-اسکاتلند شدند.
به دلیل اختلاف نظر در مورد زمان برگزاری بازی‌ها، هیچ یک از بازی‌های سلتیک و استاد رنس برگزار نشد.

## ۱۹۶۰-۶۱

### فرانسه-اسکاتلند
منابع:
| بازی رفت (فرانسه) | بازی رفت (فرانسه) | بازی رفت (فرانسه) | بازی رفت (فرانسه) | بازی برگشت (اسکاتلند) | بازی برگشت (اسکاتلند) | بازی برگشت (اسکاتلند) | بازی برگشت (اسکاتلند) | در مجموع | در مجموع |
| تاریخ             | تیم میزبان        | نتیجه             | تیم میهمان        | تاریخ                 | تیم میزبان            | نتیجه                 | تیم میهمان            | قهرمان   | نتیجه    |
| ----------------- | ----------------- | ----------------- | ----------------- | --------------------- | --------------------- | --------------------- | --------------------- | -------- | -------- |
| ۱۵ مرداد ۱۳۳۹     | سدان              | ۳–۰               | سلتیک             | ۲۶ مهر ۱۳۳۹           | سلتیک                 | ۳–۳                   | سدان                  | سدان     | ۶–۳      |
| ۱۶ مرداد ۱۳۳۹     | تولوز             | ۱–۲               | مادرول            | ۲۷ مهر ۱۳۳۹           | مادرول                | ۴–۱                   | تولوز                 | مادرول   | ۶–۲      |
| ۱۶ مرداد ۱۳۳۹     | لانس              | ۰–۴               | کلاید             | ۵ مهر ۱۳۳۹            | کلاید                 | ۲–۱                   | لانس                  | کلاید    | ۶–۱      |
| ۱۶ مرداد ۱۳۳۹     | والنسین           | ۱–۰               | داندی             | ۱۶ آذر ۱۳۳۹           | داندی                 | ۴–۲                   | والنسین               | داندی    | ۴–۳      |

اسکاتلند با ۳ برد و ۱ باخت نسبت به فرانسه، برنده شد.

### فرانسه-انگلیس
منابع:
| بازی رفت (فرانسه) | بازی رفت (فرانسه) | بازی رفت (فرانسه) | بازی رفت (فرانسه) | بازی برگشت (انگلیس) | بازی برگشت (انگلیس) | بازی برگشت (انگلیس) | بازی برگشت (انگلیس) | در مجموع        | در مجموع |
| تاریخ             | تیم میزبان        | نتیجه             | تیم میهمان        | تاریخ               | تیم میزبان          | نتیجه               | تیم میهمان          | قهرمان          | نتیجه    |
| ----------------- | ----------------- | ----------------- | ----------------- | ------------------- | ------------------- | ------------------- | ------------------- | --------------- | -------- |
| ۱۹ مرداد ۱۳۳۹     | راسینگ            | ۲–۳               | نیوکاسل یونایتد   | ۶ مهر ۱۳۳۹          | نیوکاسل یونایتد     | ۲–۱                 | راسینگ              | نیوکاسل یونایتد | ۵–۳      |
| ۲۰ مرداد ۱۳۳۹     | نانت              | ۰–۲               | لیورپول           | ۹ آذر ۱۳۳۹          | لیورپول             | ۵–۱                 | نانت                | لیورپول         | ۷–۱      |
| ۲۳ مرداد ۱۳۳۹     | لو آور            | ۱–۱               | بولتون واندررز    | ۲۴ اسفند ۱۳۳۹       | بولتون واندررز      | ۴–۰                 | لو آور              | بولتون واندررز  | ۵–۱      |
| ۲۳ مرداد ۱۳۳۹     | لیل               | ۱–۲               | میدلزبرو          | ۲۰ مهر ۱۳۳۹         | میدلزبرو            | ۴–۱                 | لیل                 | میدلزبرو        | ۶–۲      |

انگلیس با ۴ برد و ۰ باخت نسبت به فرانسه، برنده شد.

## ۱۹۶۱-۶۲

### فرانسه-اسکاتلند
| بازی رفت (اسکاتلند) | بازی رفت (اسکاتلند) | بازی رفت (اسکاتلند) | بازی رفت (اسکاتلند) | بازی برگشت (فرانسه) | بازی برگشت (فرانسه) | بازی برگشت (فرانسه) | بازی برگشت (فرانسه) | در مجموع   | در مجموع |
| تاریخ               | تیم میزبان          | نتیجه               | تیم میهمان          | تاریخ               | تیم میزبان          | نتیجه               | تیم میهمان          | قهرمان     | نتیجه    |
| ------------------- | ------------------- | ------------------- | ------------------- | ------------------- | ------------------- | ------------------- | ------------------- | ---------- | -------- |
| ۱۸ مهر ۱۳۴۰         | آبردین              | ۲–۰                 | لو آور              | ۱۶ اردیبهشت ۱۳۴۱    | لو آور              | ۲–۵                 | آبردین              | آبردین     | ۷–۲      |
| ۱۶ آبان ۱۳۴۰        | لانارک سوم          | ۰–۴                 | روان                | ۱۹ اردیبهشت ۱۳۴۱    | روان                | ۲–۱                 | لانارک سوم          | روان       | ۶–۱      |
| ۱۵ فروردین ۱۳۴۱     | مادرول              | ۱–۲                 | نیم المپیک          | ۱۹ اردیبهشت ۱۳۴۱    | نیم المپیک          | ۳–۳                 | مادرول              | نیم المپیک | ۵–۴      |

فرانسه با ۲ برد و ۱ باخت نسبت به اسکاتلند، برنده شد.
| بازی رفت (انگلیس) | بازی رفت (انگلیس) | بازی رفت (انگلیس) | بازی رفت (انگلیس) | بازی برگشت (انگلیس) | بازی برگشت (انگلیس) | بازی برگشت (انگلیس) | بازی برگشت (انگلیس) | در مجموع     | در مجموع |
| تاریخ             | تیم میزبان        | نتیجه             | تیم میهمان        | تاریخ               | تیم میزبان          | نتیجه               | تیم میهمان          | قهرمان       | نتیجه    |
| ----------------- | ----------------- | ----------------- | ----------------- | ------------------- | ------------------- | ------------------- | ------------------- | ------------ | -------- |
| ۲۲ آبان ۱۳۴۰      | ساوت‌همپتون        | ۲–۱               | بوردو             | ۱۱ اردیبهشت ۱۳۴۲    | بوردو               | ۲–۰                 | ساوت‌همپتون          | بوردو        | ۳–۲      |
| ۱۳ آذر ۱۳۴۰       | بلکبرن روورز      | ۳–۱               | نانسی             | ۱۱ اردیبهشت ۱۳۴۲    | نانسی               | ۱–۰                 | بلکبرن روورز        | بلکبرن روورز | ۳–۲      |
| ۲۲ آذر ۱۳۴۰       | لانس              | ۲–۴               | کاردیف سیتی       | ۱۶ اسفند ۱۳۴۰       | کاردیف سیتی         | ۲–۰                 | لانس                | کاردیف سیتی  | ۶–۲      |
| ۲۲ فروردین ۱۳۴۱   | دربی کانتی        | ۱–۰               | بزیر هرولت        | ۲۲ اردیبهشت ۱۳۴۱    | بزیر هرولت          | ۲–۱                 | دربی کانتی          | تساوی        | ۲–۲      |

انگلیس با ۲ برد و ۱ باخت نسبت به فرانسه، برنده شد (کاردیف سیتی یک تیم ولزی بود اما به عنوان تیمی از انگلیس در مسابقات شرکت کرد).